# Juozas Vitas
Juozas Vitas (ur. 8 stycznia 1899 w miejscowości Dzūnija, zm. 1943 w Wilnie) – litewski działacz komunistyczny, Bohater Związku Radzieckiego (1965).

## Życiorys
Urodził się w rodzinie chłopskiej, skończył szkołę wiejską, brał udział w I wojnie światowej. W 1919 wstąpił do partii komunistycznej, w 1920 został powołany do litewskiej armii, podczas odbywania służby prowadził agitację komunistyczną w swoim pułku. Został za to skazany na karę śmierci przez władze litewskie, jednak w przeddzień planowanej egzekucji areszt został zaatakowany przez innych żołnierzy komunistów, którzy uwolnili Vitasa. Po uwolnieniu zbiegł do RFSRR, w 1921 przybył do Moskwy, gdzie studiował w Komunistycznym Uniwersytecie; później kształcił się także w Instytucie Elektrotechnicznym w Leningradzie, następnie pracował jako inżynier elektryk. Później pracował w zakładzie im. Swierdłowa w Dzierżyńsku. W 1940, po anektowaniu Litwy przez ZSRR, został przewodniczącym miejskiego komitetu wykonawczego w Wilnie, później zastępcą przewodniczącego Zarządu Energetycznego Ludowego Komisariatu Gospodarki Komunalnej Litewskiej SRR. Po ataku Niemiec na ZSRR pozostał na Litwie, gdzie założył podziemną organizację "Związek Wyzwolenia Litwy". W 1943 nawiązał łączność z lokalnym oddziałem ZPP, w maju 1943 zorganizował podziemnym Komitet Miejski Komunistycznej Partii Litwy w Wilnie i został jego I sekretarzem; był również współzałożycielem partyjnych komitetów miejskich w Kownie, Olicie i innych miastach. Prowadził również nielegalną drukarnię i wydawał trzy komunistyczne gazety. 19 czerwca 1943 został aresztowany, następnie poddany przesłuchaniom i zabity przez Niemców. 8 maja 1965 Prezydium Rady Najwyższej ZSRR pośmiertnie nadało mu tytuł Bohatera Związku Radzieckiego i Order Lenina. Jego imieniem nazwano ulicę w Wilnie.